# Аллен, Генри Уилсон
Генри Уилсон Аллен (англ. Henry Wilson Allen; 12 сентября 1912 — 26 октября 1991) — американский писатель и сценарист. Романы в жанре вестерна публиковал под псевдонимами Уилл Генри (англ. Will Henry) и Клей Фишер (англ. Clay Fisher), а в титрах к фильмам упоминался как Хек Аллен (англ. Heck Allen) и Генри Аллен (англ. Henry Allen).

## Биография
Генри Аллен родился в Канзас-Сити (Миссури). Работал конюхом, продавцом, старателем. В 1937 году стал сценаристом в анимационном подразделении студии «Metro-Goldwyn-Mayer», долго сотрудничал с режиссёром-мультипликатором Тэксом Эвери.
В 1952 году Аллен опубликовал первый роман в жанре вестерн. Опубликовал более пятидесяти романов, восемь из которых были экранизированы. Большинство романов опубликованы под псевдонимами Уилл Генри и Клей Фишер. Аллен был пятикратным победителем премии Spur Award за лучший вестерн.
Умер от пневмонии в Вен-Найзе (Лос-Анджелес, Калифорния).

## Книги
- 1952 — No Survivors
- 1952 — Красный буран / Red Blizzard
- 1952 — War Bonnet
- 1952 — Santa Fe Passage
- 1954 — Death of a Legend
- 1954 — The Tall Men
- 1954 — Yellow Hair
- 1955 — Who Rides with Wyatt
- 1955 — Red Brother and White
- 1955 — The Big Pasture
- 1955 — To Follow a Flag
- 1955 — The Brass Command
- 1956 — The Fourth Horseman
- 1956 — The North Star
- 1956 — The Blue Mustang
- 1957 — The Texas Rangers
- 1958 — Dull Knife
- 1959 — Yellowstone Kelly
- 1960 — The Seven Men at Mimbres Springs
- 1960 — River of Decision
- 1961 — Nino
- 1961 — Return of the Tall Man
- 1962 — The Feleen Brand
- 1962 — From Where the Sun Now Stands
- 1963 — Золото Маккенны / Mackenna’s Gold
- 1963 — Journey to Shiloh
- 1964 — Valley of the Bear
- 1964 — The Legend of Apache Kid
- 1965 — In the Land of the Mandans
- 1965 — The Pitchfork Patrol
- 1966 — The Gates of the Mountains
- 1967 — The Last Warpath
- 1968 — Sons of the Western Frontier
- 1968 — Genesis five
- 1968 — One More River to Cross
- 1968 — Custer’s Last Stand: The Story of the Battle of the Little Big Horn
- 1969 — Outlaws and Legends
- 1969 — Alias Butch Cassidy
- 1970 — Maheo’s Children: The Legend of Little Dried River
- 1972 — Starbuck
- 1972 — Outcasts of Canyon Creek
- 1973 — Chiricahua
- 1973 — The Apache Kid
- 1974 — The Raiders
- 1974 — The Bear Paw Horses
- 1974 — Crossing
- 1974 — Apache Ransom
- 1975 — Sex and Pain
- 1976 — I Tom Horn
- 1976 — From Where the Twilight Zone
- 1976 — Black Apache
- 1978 — Summer of the Gun
- 1983 — The Squaw Killers
- 1983 — Seven Legends West
- 1984 — The Ballad of Billy Bonney
- 1988 — Day Fort Larking Fell
- 1989 — Reckoning at Yankee Flat
- 1991 — Pillars of the Sky
- 1992 — Frontier Fury
- 1996 — San Juan Hill
- 1996 — Jesse James: Death of a Legend
- 1996 — The Crossing
- 1999 — The Hunting of Tom Horn
- 1999 — Custer
- 2002 — The Legend of Sotoju Mountain
- 2003 — Winter Shadows
- 2003 — The Legend of the Mountain
- 2004 — The Hunkpapa Scout
- 2006 — Medicine Road
- 2006 — Black Apache
- 2007 — Summer of the Drums
- 2007 — The Pitchfork Patrol
- 2007 — Blind Canon)

## Фильмография

### Мультфильмы
- 1942 — Wild Honey
- 1944 — Screwball Squirrel
- 1944 — Happy-Go-Nutty
- 1944 — Big Heel-Watha
- 1945 — The Screwy Truant
- 1945 — Jerky Turkey
- 1945 — The Shooting of Dan McGoo
- 1945 — Swing Shift Cinderella
- 1945 — Wild and Woolfy
- 1946 — Lonesome Lenny
- 1946 — The Hick Chick
- 1946 — Northwest Hounded Police
- 1946 — Henpecked Hoboes
- 1947 — Hound Hunters
- 1947 — Red Hot Rangers
- 1947 — Uncle Tom’s Cabaña
- 1947 — Slap Happy Lion
- 1947 — Очень большая канарейка / King-Size Canary
- 1948 — What Price Fleadom
- 1948 — Half-Pint Pygmy
- 1948 — Wet Blanket Policy
- 1948 — Dog Tax Dodgers
- 1948 — Кошка, которая ненавидела людей / The Cat That Hated People
- 1948 — Wild and Woody!
- 1949 — Scrappy Birthday
- 1949 — Drooler’s Delight
- 1951 — Puny Express
- 1951 — Sleep Happy
- 1951 — Slingshot 6-7/8
- 1952 — Колыбельная для медведя / Rock-a-Bye Bear
- 1952 — Caballero Droopy
- 1952 — Busybody Bear
- 1953 — Barney’s Hungry Cousin
- 1953 — Cobs and Robbers
- 1953 — Little Johnny Jet
- 1953 — Heir Bear
- 1953 — Телевидение завтрашнего дня / T.V. of Tomorrow
- 1953 — Wee-Willie Wildcat
- 1953 — Half-Pint Palomino
- 1953 — Три щенка / The Three Little Pups, The
- 1954 — Drag-A-Long Droopy
- 1954 — The Impossible Possum
- 1954 — Billy Boy
- 1954 — Sleepy-Time Squirrel
- 1954 — Homesteader Droopy
- 1954 — Bird-Brain Bird Dog
- 1954 — Ферма завтрашнего дня / Farm of Tomorrow
- 1954 — The Flea Circus
- 1954 — Друппи из диксиленда / Dixieland Droopy
- 1955 — Field and Scream
- 1955 — The First Bad Man
- 1955 — Сержант Друпи / Deputy Droopy
- 1955 — Cellbound
- 1965 — Том и Джерри / Tom and Jerry

### Художественные фильмы
- 1955 — Santa Fe Passage
- 1955 — Крутые ребята / The Tall Men
- 1956 — Pillars of the Sky
- 1959 — Yellowstone Kelly
- 1968 — Путешествие в Шилох / Journey to Shiloh
- 1969 — Золото Маккенны / Mackenna’s Gold
- 1969 — Юный Билли Янг / Young Billy Young
- 1991 — Into the Badlands
- 1996 — Северная звезда / North Star